# Sogolon Planitia
La Sogolon Planitia è una struttura geologica della superficie di Venere.